# Hoșiv, Dolîna
Hoșiv (în ucraineană Гошів) este o comună în raionul Dolîna, regiunea Ivano-Frankivsk, Ucraina, formată numai din satul de reședință.

## Demografie
Componența lingvistică a comunei Hoșiv
     Ucraineană (99,68%)
     Alte limbi (0,21%)
Conform recensământului din 2001, majoritatea populației comunei Hoșiv era vorbitoare de ucraineană (99,68%), existând în minoritate și vorbitori de alte limbi.